# Eustachy Stanisław Sanguszko
Pour les autres membres de la famille, voir Famille Sanguszko.
Eustachy Stanisław Sanguszko, né le 28 août 1842 à Tarnów, mort le 2 avril 1903 à Bolzano, prince de la famille Sanguszko, 

## Biographie
Eustachy Stanisław Sanguszko est le fils de Władysław Hieronim Sanguszko et d'Izabela Maria Lubomirska.
Il étudie à Paris en 1859-1860, puis de 1862 à 1864, il étudie le droit de l'université Jagellonne de Cracovie.
Il sympathise avec les insurgés de l'Insurrection de 1861-1864 et rencontre Marian Langiewicz à Goszcz. En avril 1863, il amène à Paris une correspondance secrète pour l'Hôtel Lambert, où il demeure jusqu'à la fin de l'insurrection. De 1873 à 1901 et du 14 octobre 1890 au 9 février 1895, il est le maréchal du Sejm national de Galicie. Il est membre de la Herrenhaus et à partir du 27 octobre 1879, membre du Conseil d'État autrichien. Il succède à Kasimir Felix Badeni comme gouverneur de Galicie de 1895 à 1898.
En 1894, il reçoit l'Ordre impérial de Léopold et l'Ordre de la Toison d'or en 1898.
Il meurt le 2 avril 1903 dans la ville autrichienne de Bozen (actuellement Bolzano, en Italie). À l'annonce de sa mort, toute la ville de Tarnów est en deuil. Les funérailles ont eu lieu 25 avril suivant en la cathédrale de Tarnow où il est inhumé.

## Mariage et descendance
Il épouse Konstancja Maria Zamoyska qui lui donne pour enfant:
- Roman Władysław Sanguszko (pl) (1901-1984)